# Kon Kan
Kon Kan é um projeto canadense de synth-pop concebido e formado em 1988 por Barry Harris em Toronto (vocal, teclado, guitarra) Ontário. Kon Kan recebeu o prêmio Juno de 1990 pela música "I Beg Your Pardon" e foi indicado ao prêmio Juno de 1991 pelo single "Puss N' Boots/These Boots Are Made for Walkin'".
A ideia do nome Kon Kan foi uma espécie de paródia em relação à nomenclatura para a chamada Regulação dos Conteúdos Canadenses, ou Canadian Content, que era apresentada pela sigla Can Con. Esse regulamento indica que 30% das canções executadas nas estações de rádio do Canadá devem ser de origem canadense.

## História
A dupla fez parte do cenário da música eletrônica do final da década de 80, gravando a canção "I Beg Your Pardon", em 1988. O single dessa canção foi o primeiro lançado pelo Kon Kan, através do selo Revolving, e foi a partir dele que a gravadora Atlantic os contratou, logo no primeiro ano de vida do grupo. Esse contrato levou-os para a gravação do primeiro álbum meses depois do grupo ter sido criado.

## Discografia

### I Beg Your Pardon
A música "I Beg Your Pardon", lançada como single em 1988, foi inspirada em parte da música de Lynn Anderson chamada I never Promised you a rose garden e também com influências de bandas como Public Enemy. A música utiliza vários samples, entre eles o trecho da música de Lynn Anderson - I Never Promised You -, sucesso da década de 70.
Essa música foi gravada em um porão utilizado como estúdio, em Hamilton, durante os finais de semana, entre março e maio de 1988. 
A música foi originalmente lançada em junho de 1988 pela Rotativo Records, em Toronto.

### Move to Move (1989)
O primeiro álbum do Kon Kan, Move to Move, foi gravado em Los Angeles em janeiro e fevereiro de 1989. Este álbum também lançou os singles "Harry Houdini" e "Move to Move". A última faixa incluiu recriações (ao invés de apenas samples) como de Led Zeppelin "Immigrant Song" e Nancy Sinatra em "These Boots Are Made for Walking".
O álbum foi mixado por Alan Meyerson. Após as gravações, o Kon Kan embarcou em uma turnê mundial, utilizando como backing vocal Kim Esty.

### Syntonic (1990)
Kevin Wynne havia deixado a banda em 1989. Barry Harris lança este álbum como cantor solo, contando com a participação de outros artistas, como Bob Mitchell (compositor) e utilizando influências de pop e dance.
O grande sucesso do álbum foi a música Liberty, que contou com os vocais de Debbe Cole.

### Vida!...(1993)
Vida! ..., lançado pela Hypnotic Records, conta novamente com a participação de Bob Mitchell nas composições. Ao lado de canções originais, como o primeiro single chamado Sinful Wishes, contou com uma regravação de Move to Move e uma versão para a música de David Bowie, Moonage Daydream.

## Singles
| Ano  | Título                                                                                   | Posições | Posições | Posições | Posições | Posições | Posições | Albúm        |
| Ano  | Título                                                                                   | CAN      | EU       | RU       | ALE      | HOL      | NZ       | Albúm        |
| ---- | ---------------------------------------------------------------------------------------- | -------- | -------- | -------- | -------- | -------- | -------- | ------------ |
| 1988 | "I Beg Your Pardon"                                                                      | 19       | 15       | 5        | 8        | 3        | 7        | Move to Move |
| 1988 | "Harry Houdini"                                                                          | 39       | —        | —        | —        | —        | 14       | Move to Move |
| 1989 | "Puss N' Boots/These Boots Are Made for Walkin'"                                         | 61       | 58       | —        | —        | —        | 11       | Move to Move |
| 1989 | "Move to Move"                                                                           | 84       | —        | —        | —        | —        | —        | Move to Move |
| 1990 | "Liberty!"                                                                               | 91       | —        | —        | —        | —        | —        | Syntonic     |
| 1990 | "(Could've Said) I Told You So"                                                          | 72       | —        | —        | —        | —        | —        | Syntonic     |
| 1993 | "Better Day"                                                                             | —        | —        | —        | —        | —        | —        | Syntonic     |
| 1993 | "Sinful Wishes"                                                                          | 75       | —        | —        | —        | —        | —        | Vida!...     |
| 1993 | "S.O.L."                                                                                 | —        | —        | —        | —        | —        | —        | Vida!...     |
| 1994 | "I Beg Your Pardon (I Never Promised You a Rose Garden)" (re-release)                    | —        | —        | —        | —        | —        | —        | Sem álbum    |
| 2007 | "I Beg Your Pardon (I Never Promised You a Rose Garden)" (2007 Remixes - iTunes release) | —        | —        | —        | —        | —        | —        | Sem álbum    |